# Naturschutzgebiet Riedensee
Koordinaten: 54° 8′ 59,8″ N, 11° 40′ 49,4″ O

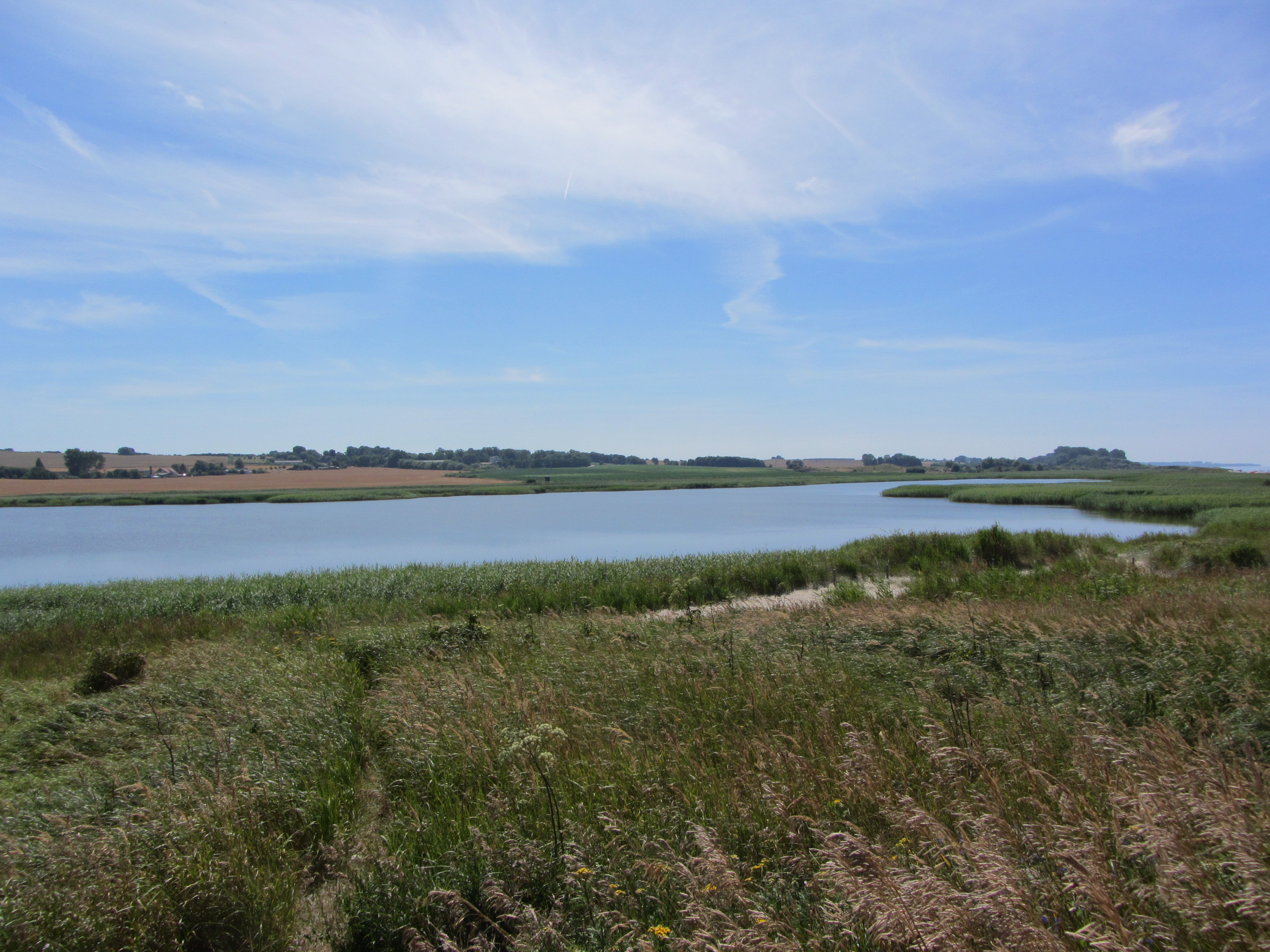
Blick von Norden auf den Riedensee

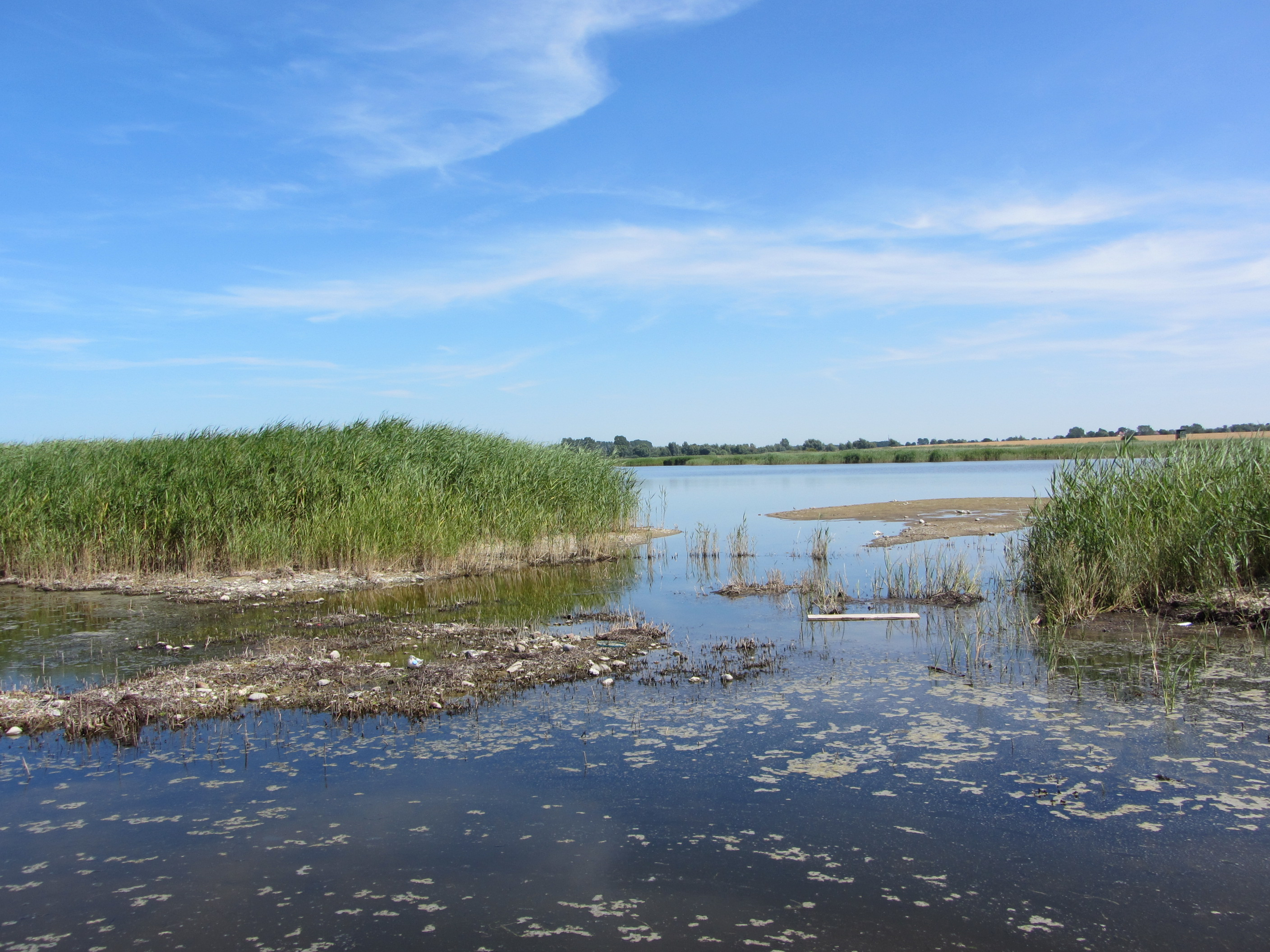
Ansicht von der Meerseite, Abfluss zur Ostsee

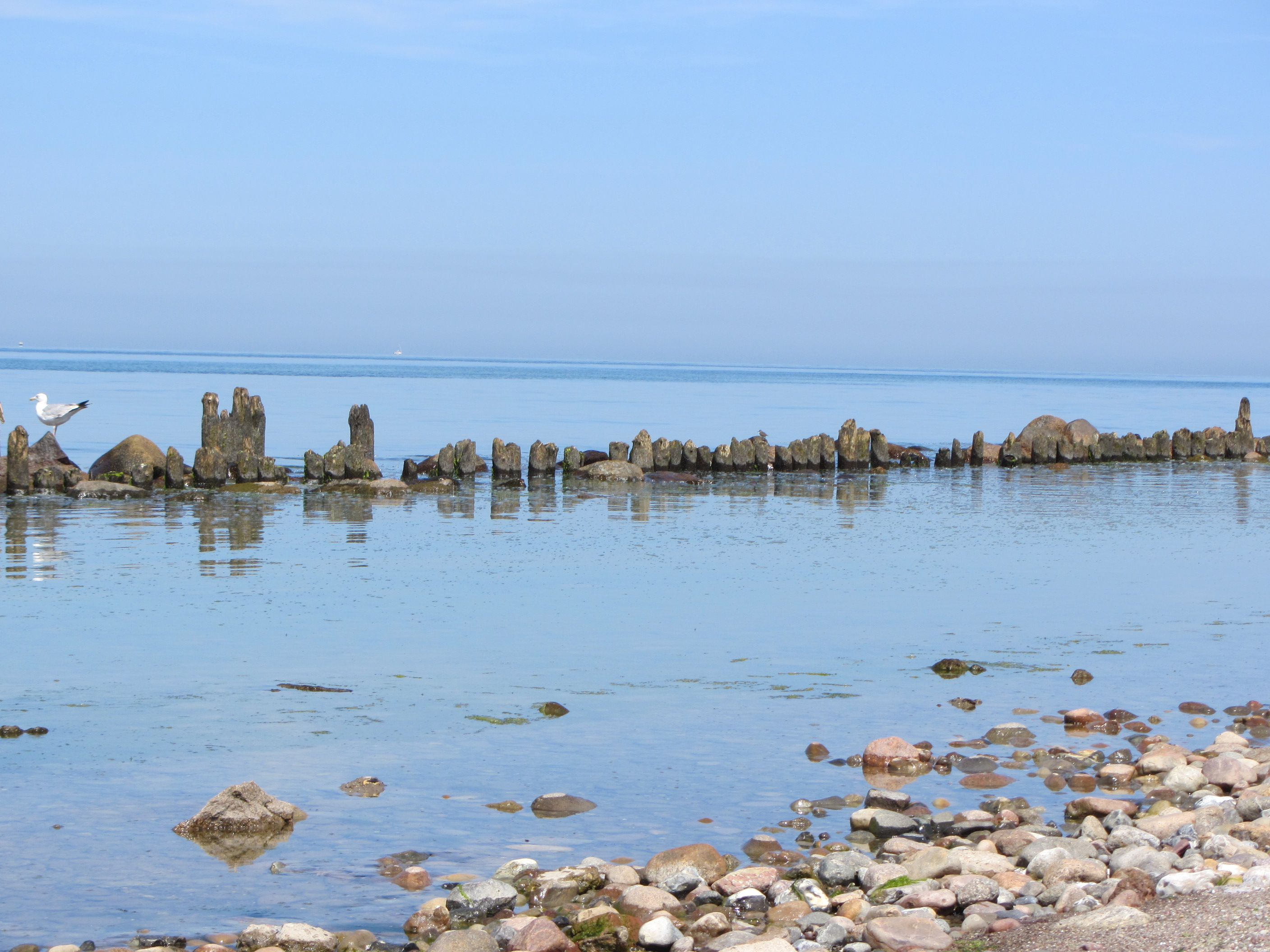
Buhnen am Abfluss des Sees zur Ostsee

Das Naturschutzgebiet Riedensee ist ein 90 Hektar umfassendes Naturschutzgebiet in Mecklenburg-Vorpommern und befindet sich einen Kilometer nördlich von Kägsdorf innerhalb der der Gemeinde Bastorf. Ein kleiner Teil der Fläche im Nordosten hingegen gehört zum Gebiet der Gemeinde Kühlungsborn. Die Ausweisung erfolgte am 7. Juli 1993 und hat zum Ziel, einen letzten noch verbliebenen und weitgehend intakten Strandsee als Refugium für spezialisierte Tier- und Pflanzenarten zu erhalten. Der Gebietszustand wird nur als befriedigend eingestuft. Nährstoffeinträge aus umliegenden landwirtschaftlichen Flächen, gestörte hydrologische Verhältnisse und die hohen Besuchszahlen durch Strandurlauber im Sommer führen zu Beeinträchtigungen.
Das Gebiet ist von umgebenden Wegen aus einsehbar. Der Strand darf betreten werden.

## Geschichte und Wasserhaushalt
Der Riedensee entstand nach der letzten Eiszeit als flache Mulde in einer Grundmoränenfläche. Mit dem Abschmelzen des Gletschers lagerten sich bis zu fünf Meter mächtige Schmelzwassersande ab. Der Meeresspiegelanstieg in der Littorina-Transgression führte zu dauerhafter Überflutung und ein in die Ausgleichsküste eingegliederter Strandsee entstand. Der See wurde durch einen Strandwall von der Ostsee getrennt und nur bei Sturmereignissen und einhergehendem Hochwasser geflutet. Die flacheren Bereiche des Sees vermoorten mit salzwasserbeeinflussten Seggen- und Schilftorfen sowie Bruchwald. Durch Küstenrückgang in den letzten Jahrtausenden liegen diese bis zu fünf Meter mächtigen Torfe aktuell im Strandbereich offen sichtbar.
Die Wiebekingsche Karte aus dem Jahr 1786 zeigt die tiefer gelegenen Bereiche als Wiese und Rohrwerbefläche sowie die höheren Bereiche als Weide. Um die Flächen besser nutzen zu können, wurden im 20. Jahrhundert Entwässerungsgräben gezogen, die über eine Sielklappe zur Ostsee entwässerten. In den 1930er Jahren nutzte die Wehrmacht das Dünen- und Strandgelände als Teil des Truppenübungsplatzes westlich von Kühlungsborn. In den 1960er Jahren führte die Nationale Volksarmee diese Nutzung fort und errichtete neue Anlagen, deren Reste noch heute erkennbar sind. Eindeichungen erfolgten im landwirtschaftlich nutzbaren Teil des heutigen Schutzgebietes. Zwei Schöpfwerke entwässerten die Flächen. Während des Sturmhochwassers am 4. November 1995 wurden die Flächen vollständig überschwemmt. Danach wurden die Deiche geöffnet, die Schöpfwerke abgebaut und eine extensive Grünlandnutzung eingeführt. Das Einzugsgebiet des Riedensees wird weiterhin intensiv landwirtschaftlich genutzt.

## Pflanzen- und Tierwelt
Der Riedensee wird von Meersalde und Kamm-Laichkraut besiedelt, die flächige Rasen ausbilden. Am Ufer des Sees finden sich Brackwasserröhrichte. Den See umgeben artenreiche Salzwiesen mit Salz-Binse, Zierlichem Tausendgüldenkraut, Nickendem Löwenzahn und Strand-Dreizack. Die Durchbruchsstellen zur Ostsee sind stark dem formenden Wasser ausgesetzt, so dass häufig Pionierstandorte neu entstehen. Hier finden hochspezialisierte salzliebende Arten ihren Lebensraum wie der Küstenahlenkäfer Bembidion pallidipenne. Zur Ostsee hin finden sich Weißdünen mit Strandhafer. Zahlreiche Vögel wie Graureiher, Limikolen, Möwen und Seeschwalben rasten im Frühjahr und Herbst im Schutzgebiet. Hervorhebenswerte Brutvögel sind Sandregenpfeifer, Kiebitz, Bekassine, Rotschenkel und Bartmeise.